# Lerchenberg (Hildesheim)
Der Lerchenberg bei Neuhof im niedersächsischen Landkreis Hildesheim ist mit etwa 242,5 m ü. NHN die höchste Erhebung der zum Innerstebergland gehörenden Giesener Berge. Seine Nordnordostflanke heißt Rottsberg (ca. 200 bis 220 m).

## Geographie

### Lage
Der Lerchenberg liegt im Südteil der Giesener Berge, die sich nördlich an den bis 358,9 m hohen Hildesheimer Wald anschließen und von dort aus nach Norden streben. Er erhebt sich direkt nordwestlich von Neuhof und etwas südwestlich von Moritzberg, die beide zur Stadt Hildesheim gehören. In Richtung Norden leitet die Landschaft östlich vorbei an einer eventuell namenlosen Kuppe (226,1 m) und westlich vorbei an seiner Flanke Rottsberg (200 bis 220 m) zum Finkenberg (222,5 m) über.

### Naturräumliche Zuordnung
Der Lerchenberg gehört in der naturräumlichen Haupteinheitengruppe Weser-Leine-Bergland (Nr. 37), in der Haupteinheit Innerstebergland (379) und in der Untereinheit Hildesheimer Bergland (379.0) zum Naturraum Giesener Berge (379.00), wobei seine Landschaft in Richtung Süden in den Naturraum Hildesheimer Wald (379.01) übergeht.

### Kuppen
Der Lerchenberg hat drei nahe beieinander liegende Kuppen – sortiert nach Höhe in Meter (m) über Normalhöhennull (NHN):
- Nordkuppe: 242,5 m
- Südostkuppe: 236 m
- Südwestkuppe: 234 m

## Schutzgebiete
Auf dem Lerchenberg liegt der Südteil des Naturschutzgebiets Finkenberg/Lerchenberg (CDDA-Nr. 329374; 2004 ausgewiesen; 2,57 km² groß). Auf Teilen seiner Flanken befinden sich räumlich voneinander getrennte Bereiche des Landschaftsschutzgebiets (LSG) Gallberg, Finkenberg und Lerchenberg (CDDA-Nr. 320950; 1968; 1,01 km²) und des LSG Rottsberghang (CDDA-Nr. 323996; 1992; 1,29 km²). Außerdem liegen auf der Erhebung südliche Teile des Fauna-Flora-Habitat-Gebiets Haseder Busch, Giesener Berge, Gallberg, Finkenberg (FFH-Nr. 3825-301; 7,42 km²) und nördliche des Vogelschutzgebiets Hildesheimer Wald (VSG-Nr. 3825-401; 12,47 km²).

## Geologie und Flora

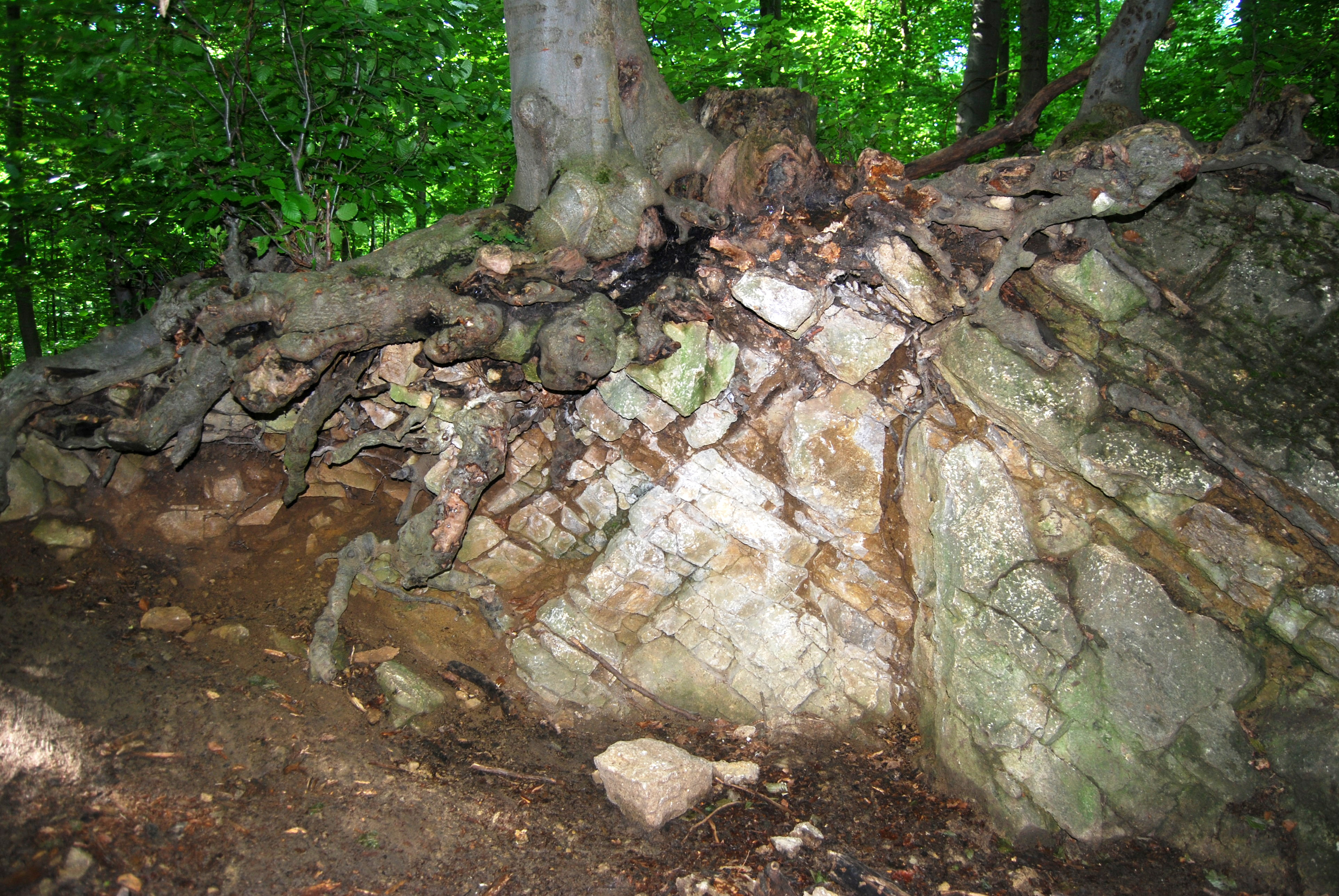
Aufschluss am Lerchenberg im NSG Finkenberg/Lerchenberg

Der Lerchenberg besteht vorwiegend aus Muschelkalkstein und ist überwiegend mit Rotbuchen, Edellaubbäumen und Eichen bewaldet.

## Verkehr und Wandern
Westlich vorbei am Lerchenberg führt, von der Bundesstraße 1 bei Emmerke kommend, in Nord-Süd-Richtung die zum Hildesheimer Ortsteil Hildesheimer Wald verlaufende Landesstraße 460, von der dort die Kreisstraße 103 nordostwärts zum Hildesheimer Ortsteil Neuhof führt. Zum Beispiel an diesen Straßen beginnend kann die Erhebung auf zumeist Waldwegen und -pfaden oder, von Hildesheim-Moritzberg kommend, auf dem auch zum Lerchenberg führenden Rundwanderweg Route 2 erwandert werden.